# Jean Charlet-Straton
Pour les articles homonymes, voir Charlet et Straton.
Jean-Estéril Charlet-Straton, né le 18 février 1840 à Argentière et mort le 12 décembre 1925 à La Roche-sur-Foron, est un alpiniste et guide de haute montagne français surtout célèbre pour avoir réalisé, avec Prosper Payot et Frédéric Folliguet, la première ascension du Petit Dru dans les Alpes françaises le 29 août 1879.

## Biographie

### Carrière tardive
D'abord berger en Tarentaise, puis menuisier-charpentier, Jean-Estéril Charlet est engagé comme porteur avant de devenir guide. C'est en 1871, à l'âge de trente et un ans, qu'il réussit la première ascension de l'aiguille du Moine. En 1874 et 1875 il explore la chaîne des Aiguilles Rouges en compagnie de Isabella Straton (sa future épouse) et envisage bientôt de conduire en hiver sa cliente au sommet du mont Blanc.

### Première ascension hivernale du mont Blanc
Une première tentative échoue aux Grands-Mulets le 27 décembre 1875 en raison de l'épaisseur de neige. Le 29 janvier suivant, la caravane composée de Jean-Estéril Charlet, Sylvain Couttet, Michel Balmat, Gaspard Simond et Isabella Straton échoue après les Grands-Mulets mais le sommet est finalement atteint lors de la tentative du 31 janvier.

### À la conquête du Petit Dru
Il fait une première tentative en solitaire le 13 juillet 1876. C'est en redescendant de cette périlleuse ascension que Jean-Estéril Charlet expérimente une technique de descente en rappel inspirée de celle d'Edward Whymper, en utilisant sa corde en corde à double. Le 29 août 1879, Charlet-Straton et les deux guides Prosper Payot et Frédéric Folliguet atteignent enfin le sommet du Petit Dru et y fixent solidement un drapeau.

### Nouveau record
Robert Charlet-Straton, âgé de seulement onze ans, atteint le sommet du mont Blanc le 7 septembre 1889 en compagnie de son père Jean-Estéril Charlet-Straton lors de sa vingt-troisième ascension.

## Premières
- 1871 - Aiguille du Moine (3 412 m, massif du Mont-Blanc), avec Joseph Simond, Isabella Straton et Emmeline Lewis Lloyd
- 1875 - Pointe Isabella (3 761 m), dans le secteur du Triolet (massif du Mont-Blanc), avec Pierre Charlet et Isabella Straton
- 1876 - Première hivernale du mont Blanc avec Isabella Straton, le 31 janvier
- 1879 - Petit Dru avec Prosper Payot et Frédéric Folliguet, le 29 août
- 1881 - Sommet ouest de l'aiguille d'Argentière (3 877 m, massif du Mont-Blanc) avec H. Heiner et L. Wanner, le 11 août
- 1881 - Aiguille de la Persévérance (2 901 m, massif des aiguilles Rouges) avec Isabella Charlet-Straton
- 1881 - Aiguille de Tête Plate (2 944 m, massif des aiguilles Rouges) avec Albert Brun
- 1881 - Aiguille des Chamois (2 902 m, massif des aiguilles Rouges)
- 1881 - Aiguille de l'Encrenaz (2 890 m, massif des aiguilles Rouges)
- 1881 - Aiguille de la Remuaz (2 863 m, massif des aiguilles Rouges)